# Теочак (Бихаћ)
Теочак је насељено мјесто у Босни и Херцеговини у општини Бихаћ које административно припада Федерацији Босне и Херцеговине. Према попису становништва из 1991. у насељу је живјело 92 становника.

## Становништво
| Националност       | 1991. | 1981. | 1971. | 1961. |
| Срби               | 91    | 108   | 304   | 414   |
| Југословени        | 1     | 29    | 4     |       |
| остали и непознато |       |       | 2     |       |
| Укупно             | 92    | 137   | 310   | 414   |

| Демографија | Демографија | Демографија |
| Година      | Становника  | Становника  |
| ----------- | ----------- | ----------- |
| 1961.       | 414         |             |
| 1971.       | 310         |             |
| 1981.       | 137         |             |
| 1991.       | 92          |             |